# 4485 Радоњешки
4485 Радоњешки (енгл. 4485 Radonezhskij) је астероид главног астероидног појаса чија средња удаљеност од Сунца износи 3,008 астрономских јединица (АЈ).
Апсолутна магнитуда астероида је 11,7.